# P/2012 F5 (Gibbs)
P/2012 F5 (Gibbs) — одна з короткоперіодичних комет типу комети Енке. Ця комета була відкрита 22 березня 2012 року; вона мала 18.1m на час відкриття.